# Ukraine au Concours Eurovision de la chanson 2021
L'Ukraine est l'un des trente-neuf pays participants du Concours Eurovision de la chanson 2021, qui se déroule à Rotterdam aux Pays-Bas. Le pays est représenté par le groupe Go_A et leur chanson  Shum, sélectionnés en interne par le diffuseur ukrainien Suspilne. Le pays se classe 5e avec 364 points lors de la finale.

## Sélection
Le 18 mars 2020, le jour même de l'annulation de l'Eurovision 2020, le diffuseur Suspilne annonce conserver le groupe Go_A comme représentant du pays en 2021. Le groupe présente trois chansons au diffuseur : Rano, Shum et Tserkovka puis un jury de professionnels sélectionne la chanson. C'est finalement Shum qui est choisie. La décision est rendue publique le 4 février 2021.
La 9 mars 2021, une version retravaillée de la chanson est publiée, la version précédente ne respectant en effet pas les règles du concours.

## À l'Eurovision
L'Ukraine participe à la première demi-finale du 18 mai 2021. Elle s'y classe 2e avec 267 points, se qualifiant donc pour la finale. Lors de celle-ci, elle termine à la 5e place avec 364 points.